# 24 Eskadra Szkolenia Pilotów Rezerwy

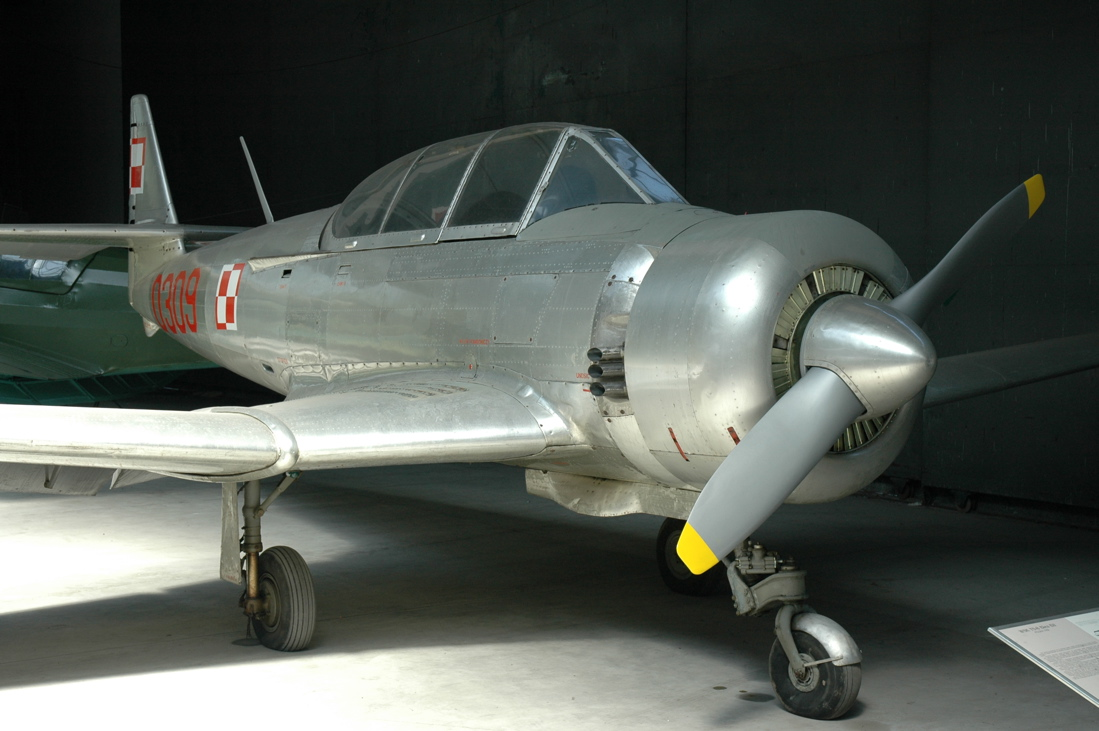
PZL TS-8 Bies

24 Eskadra Szkolenia Pilotów Rezerwy (24 es OSL) – pododdział wojsk lotniczych.

## Formowanie i zmiany organizacyjne
W 1958 roku, na lotnisku w Ułężu, sformowano 24 Eskadrę Szkolenia Pilotów Rezerwy Oficerskiej Szkoły Lotniczej im. Jana Krasickiego. Etat nr 20/463 przewidywał 92 żołnierzy i 1 pracownika kontraktowego.
W 1959 roku na bazie 24. i 25 Eskadry Szkolenia Pilotów Rezerwy Oficerskiej Szkoły Lotniczej im. Jana Krasickiego sformowano 52 Pułk Szkolny Oficerskiej Szkoły Lotniczej im. Jana Krasickiego.

## Dowódca eskadry
- kpt. pil. Stanisław Piekara[1]